# 圣索菲亚广场 (塞萨洛尼基)
圣索菲亚广场（希臘語：Πλατεία Αγίας Σοφίας）是希腊北部城市塞萨洛尼基的一个广场。

## 历史
广场的历史可以追溯到拜占庭时期，以广场上的圣索菲亚教堂命名。在1890年大火期间，它遭到严重损坏，著名的拜占庭学者Charles Diehl主持了修复工程。

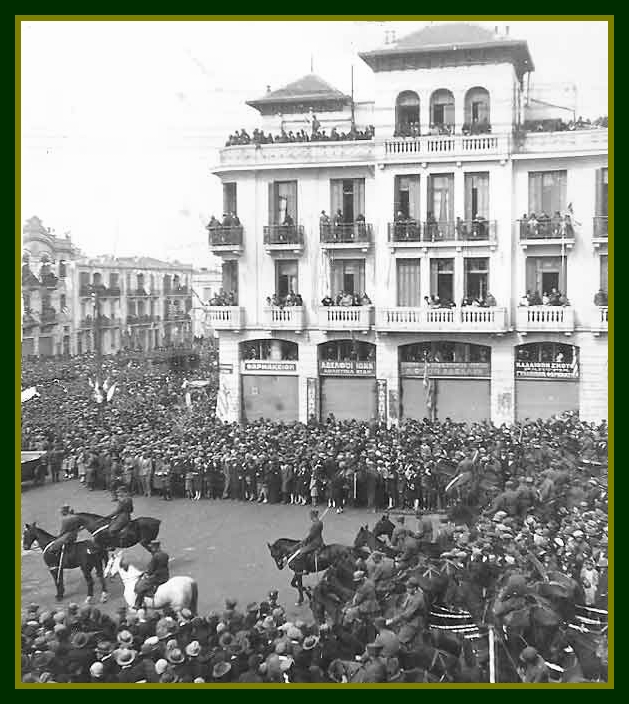
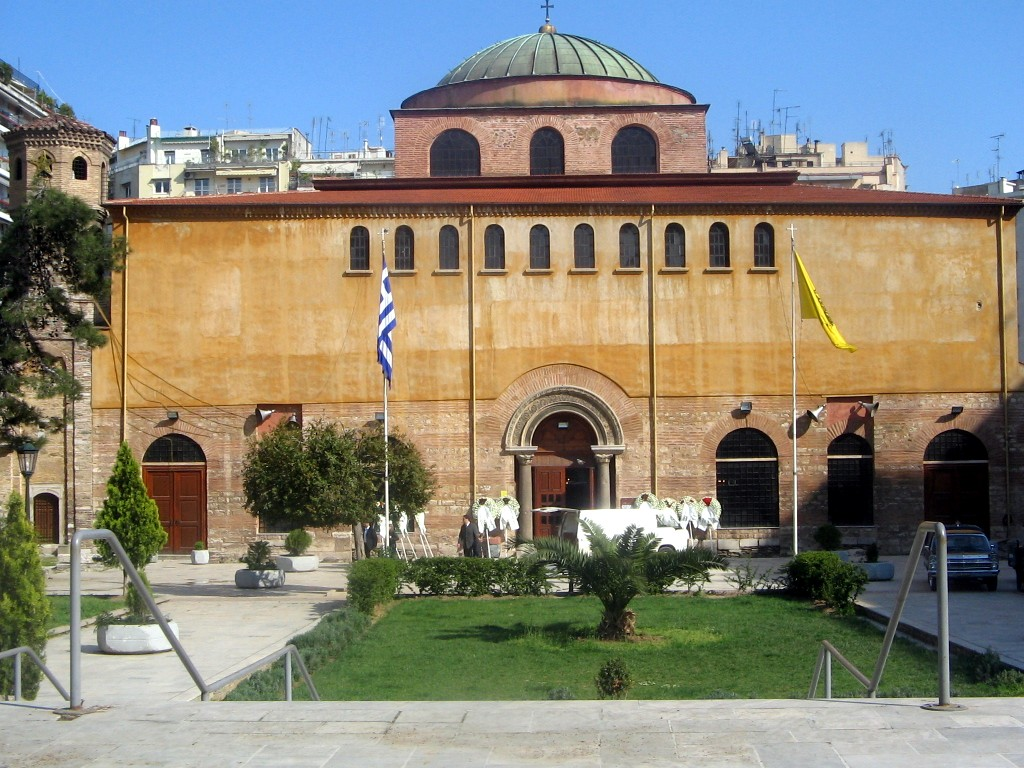
圣索菲亚教堂
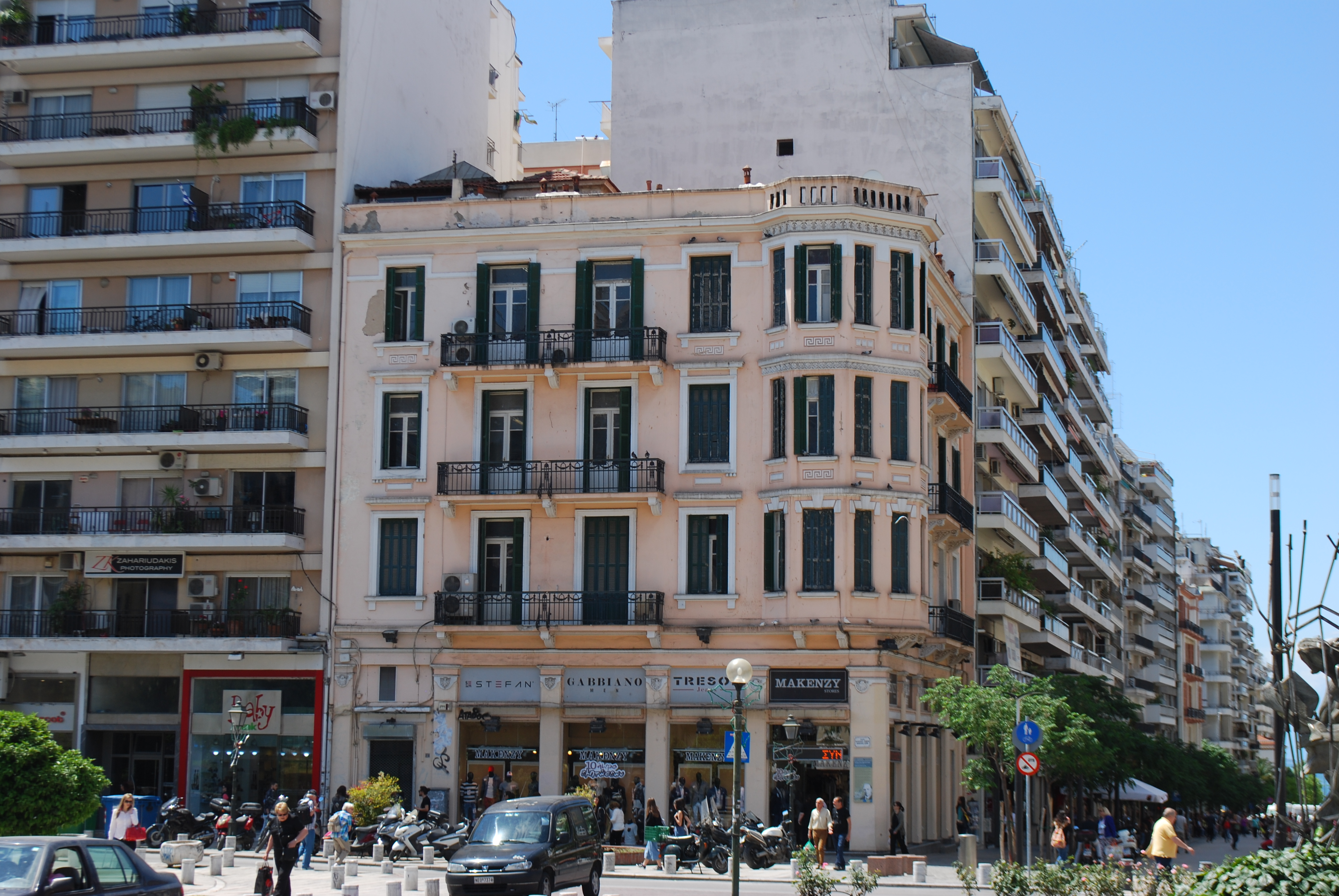
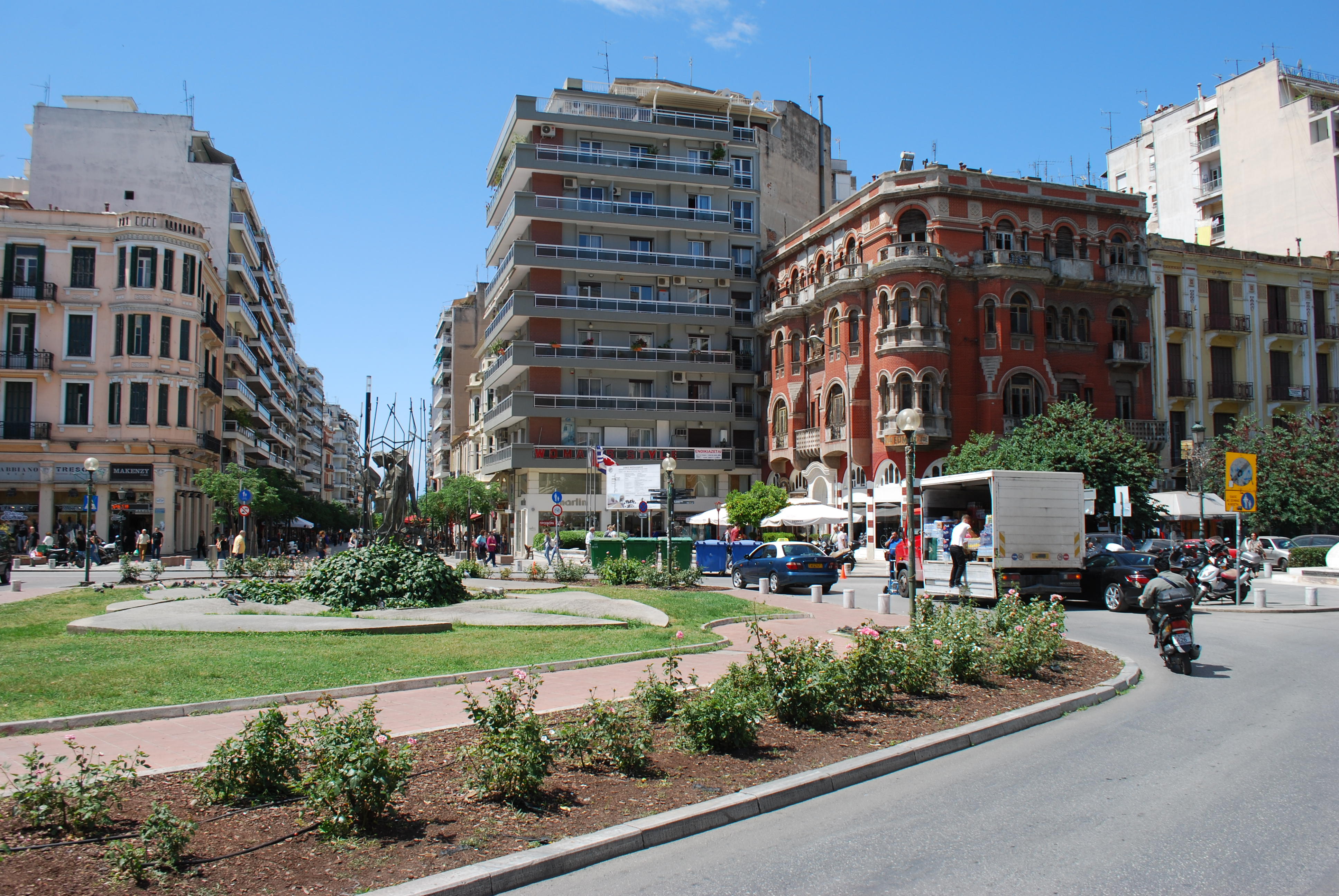
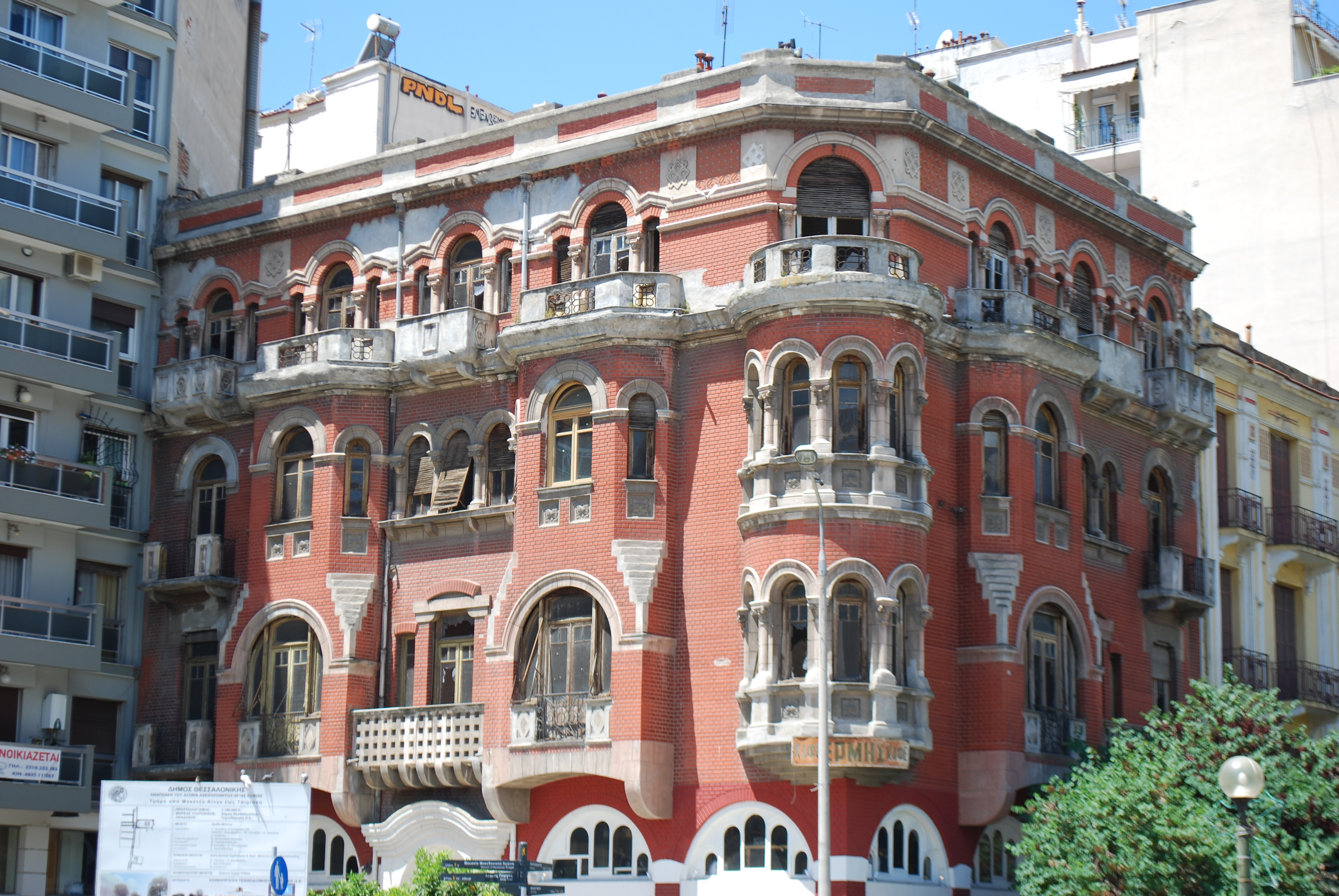